# Alberico I de Espoleto
Alberico I (? – Orte, c. 925) foi um nobre toscano, marquês de Camerino e duque de Espoleto desde 898 quando subiu ao poder depois de assassinar o anterior marquês e duque, Guido IV de Espoleto.
Mencionado como pajem de Guido III na batalha de Trébia em 889, provavelmente recebeu o feudo de Fermo e posteriormente logrou ser proclamado duque de Espoleto após assassinar o seu senhor em 897. Reconhecido na posição pelo rei de Itália, Berengário I, em 898, prestar-lhe-á em troca ajuda na luta que este mantinha frente aos húngaros que invadiram a Itália entre 899 e 900.
Aliado com Adalberto II da Toscânia enfrentou o Papa Sérgio III bloqueando a chegada a Roma de Berengário I com o que impediu que fosse coroado imperador do Sacro Império Romano Germânico. Fez uma aliança com a família romana dos Crescêncios e casou com Marózia, filha de Teofilato I e Teodora, recebendo o título de Patrício dos Romanos (Patricius romanorum), e apesar de nunca ter sido conde de Túsculo é conhecido como Alberico I de Túsculo.
Foi um dos grandes líderes da Liga cristã que combateu e venceu os sarracenos em junho de 915 na Batalha de Garigliano após a qual recebeu o título de "cônsul dos romanos".
Enfrentando o Papa João X teve que fugir de Roma, sendo assassinado em Orte por volta de 925.